# Seznam čeških fizikov
Seznam čeških fizikov.

## B
- Jindřich Bačkovský (1912 – 2000)
- František Běhounek (1898 – 1973)

## Č
- Martin Černohorský (1923 – 2024)

## D
- Josip Salomon Delmedigo (1591 – 1655)
- Dana Drábová (1961 –)
- Vincenc Dvořák (Vinko Dvoržak) (1848 – 1922) (češko-hrvaški)

## G
- František Josef Gerstner

## H
- Zaboj Harvalik
- (Franjo Ivan Havlíček/František Jan Havliček?/1906-1971 češko-slovensko-hrvaški)
- Ferdinand Herčík

## I
- Dionýz Ilkovič (Rusin/Slovak)

## J
- Karl Jelinek (1822 – 1876) (češko-avstrijski)

## K
- František Kahuda
- František Koláček
- Jan Koukal
- Alois Kovařík
- Bohumil Kučera

## L
- Johann Josef Loschmidt

## M
- Ernst Mach
- Karel Matějka (1943 – 2008)

## N
- Vladimir Novák (1869 – 1944)

## P
- Mikuláš Peksa
- George Placzek (1905 – 1955)
- Petr Pruner (geolog, paleomagnetizem)
- Ivan Puluj (Ukrajinec)

## S
- Eduard Schmidt (1935 – 2021)
- August Seydler (1849 – 1891)
- Vincenc Strouhal (1850 – 1922)

## Š
- Jaroslav Šafránek (1890 – 1957)
- Čestmír Šimáně (1919 – 2012)
- Vavro Šrobár (1867–1950)
- Ivan Štoll (1935 – 2017)

## T
- Viktor Trkal (1888 – 1956)

## V
- Martin Vlach

## W
- Ivan Wilhelm (1942 –)
- Emil Wolf (1922 – 2018)

## Z
- František Záviska (1879 – 1945)
- John Zeleny (ZDA)